# رنچوس پنیتاس وست، تگزاس
رنچوس پنیتاس وست (به انگلیسی: Ranchos Penitas West) یک منطقهٔ مسکونی در ایالات متحده آمریکا است که در شهرستان وب، تگزاس واقع شده‌است. رنچوس پنیتاس وست ۵٫۴ کیلومتر مربع مساحت و ۵۷۳ نفر جمعیت دارد و ۱۵۱ متر بالاتر از سطح دریا واقع شده‌است.